# Barbecue

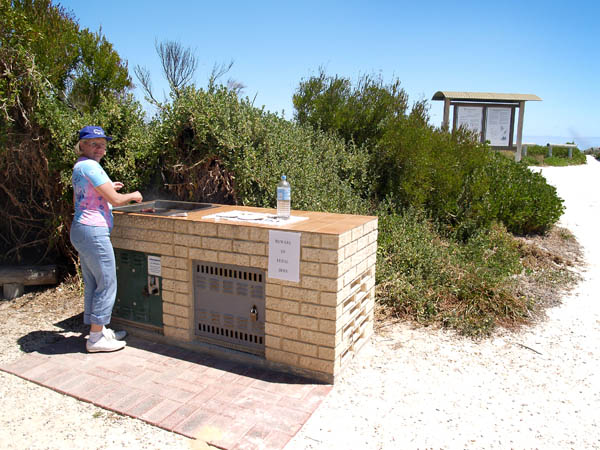
Grill na barbecue

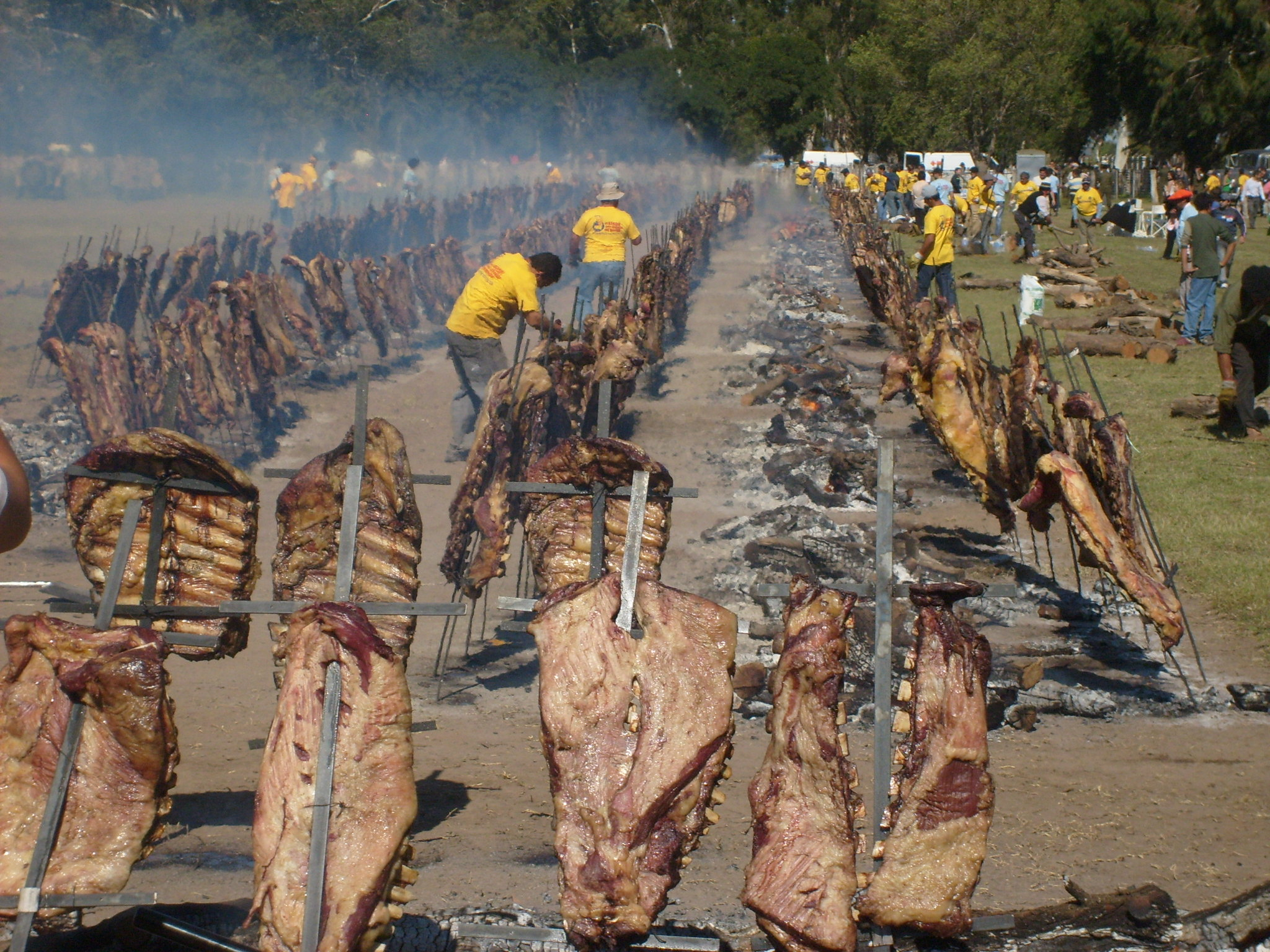
Grilování v Patagonii v Argentině

Barbecue (anglicky také zkráceně BBQ) je způsob venkovního grilování masa původně v kouři ze dřeva. Barbecue pochází z indiánské tradiční kuchyně a je oblíbené především v USA a v Austrálii.

## Nejznámější čeští mistři barbecue
- David Kubricht alias pipMaster

- Daniele Govoni